# Mhamed Abd el-Krim
Mhamed Abd el-Krim (Axdir, 1892-Rabat, 1967), cuyo nombre completo era Mhamed Ben Abd el-Krim El-Jattabi fue un destacado militar del Rif. 
Era el hermano menor del líder rifeño Abd el-Krim, junto a quien organizó la resistencia de su pueblo contra las tropas coloniales españolas y francesas, a quienes infligieron graves derrotas militares en el norte de Marruecos durante el primer cuarto del XX. Mhamed ha sido considerado el gran estratega militar de las fuerzas rifeñas, mientras que su hermano pasó a la historia como el líder absoluto del movimiento emancipador.
Hijo de un notable cadí rifeño, Mhamed recibió formación educativa en España y en 1919 regresó a su tierra para liderar junto a su hermano el triunfal levantamiento de las cabilas rifeñas contra las fuerzas coloniales. Tras la definitiva derrota de su ejército provocada por una operación francoespañola iniciada en el desembarco de Alhucemas, la familia Abd el-Krim tomó asilo político en El Cairo. Mhamed regresó a su tierra natal en 1967, pero falleció en Rabat cuando planificaba retirarse en tierras rifeñas.

## Formación
Mhamed era el hijo menor de Abd el-Krim el-Jatabi, un cadí rifeño, miembro del clan de los Aït Khattab y los Aït Boudchar, una facción de la belicosa cabila de los Beni Urriaguel. Su padre, líder espiritual y político del clan, era en un principio firme defensor y colaborador de la presencia colonial española en El Rif, convencido de que revertiría en el progreso y modernización de la zona. Así, el cadí envió a sus dos hijos varones a recibir formación universitaria: Muhammad, diez años mayor que Mhamed, se trasladó a Fez para estudiar derecho islámico en la famosa Universidad de Qarawiyyin, mientras que este estudió en Esauira y tras recibir una beca del gobierno españól viajó en 1917 a Madrid para incorporarse a la Escuela de Minas de Madrid.
Pero el Jatabi, decepcionado con el comportamiento de las fuerzas coloniales españolas y su avance militar por el Rif, reclamó en 1918 el retorno de sus hijos para comenzar la insurrección contra los españoles. En diciembre llegó Abd el-Krim, y Mhamed lo hizo en enero de 1919. El 7 de agosto de 1920, el cadí falleció en Tafersit cuando se encontraba al frente de las harkas de Beni Urriaguel apoyando la insurrección local. Fue entonces cuando Abd el-Krim asumió el mando operativo de las operaciones, y con Mhamed como lugarteniente, se dedicaron a extender el mensaje de agitación en las cabilas rifeñas.

## Guerra contra franceses y españoles

### Contexto
Los enfrentamientos entre los rifeños y los españoles se mantenían desde 1913 en el sector occidental del Protectorado español de Marruecos, donde el jerife Ahmed al-Raisuli combatía a las fuerzas coloniales. En el área de Melilla, la conflictividad se había rebajado desde la guerra de Melilla de 1909. En 1920 el gobierno español nombró al general de división Manuel Fernández Silvestre para el mando de la Comandancia General de Melilla, cesando en la de Ceuta en la que desempeñaba el mismo cometido. Desde Madrid se alentó la conquista de un corredor entre Melilla y la Bahía de Alhucemas, misión que obsesionó a Silvestre desde el principio, lo que le llevó a cometer errores fatales.

### Hostilidades

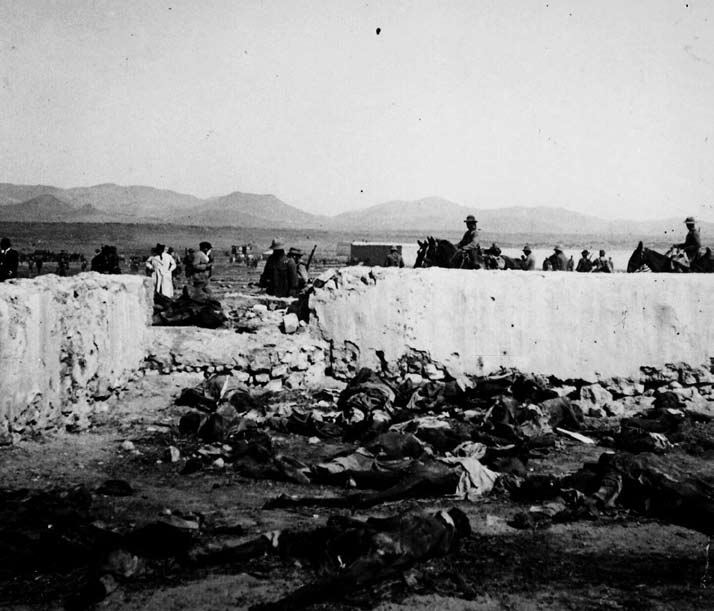
El 24 de octubre de 1921 las tropas españolas recuperaron la posición de Monte Arruit, donde contemplaron horrorizados los cuerpos de sus defensores masacrados por las harkas el 9 de agosto anterior. Los hermanos Abd el-Krim intentaron evitar esta matanza, pero tras la capitulación de los sitiados la situación fue incontrolable.

Silvestre inició entonces una campaña de ocupaciones que comenzó con la toma de las posiciones costeras de Sidi Dris y Afrau entre enero y marzo de 1921. Después, mediante una combinación de acciones militares con alianzas con las cabilas locales, la fuerza militar de Melilla avanzó rápida e imprudentemente por la cuenca del Kert a través de la cabila de Tensamán dejando pequeñas guarniciones o blocaos en puntos estratégicos hasta alcanzar el 17 de febrero la posición de Annual, donde se estableció un campamento militar. En ese momento, y dada la proximidad de las tropas españolas a la cabila de los Abd el-Krim, la Beni Urriaguel, su líder Muhammad Abd el-Krim advirtió a Silvestre de que cruzar el río Amekrán traería consecuencias. El general español hizo caso omiso de la advertencia del líder rifeño, y el 1 de junio ordenó tomar la posición de Monte Abarrán, que se consolidó al mando del comandante Jesús Villar Alvarado. Cuando aún no se habían retirado los ingenieros que fortificaban el enclave, las tropas indígenas que formaban parte del contingente español se aliaron con varias harkas rifeñas y asaltaron la posición, capturando varias piezas de artillería y asesinando a la guarnición.
El incidente de Abarrán no desalentó a Silvestre, que el 7 de junio siguiente ordenó la toma de la posición de Igueriben, llevada a cabo por el comandante Francisco Mingo Portillo. Para entonces, los Abd el-Krim habían comenzado su campaña de unificación de las tribus rifeñas para expulsar al invasor. En unos casos por medio de alianzas políticas y en otros a través de amenazas, y utilizando como reclamo propagandístico los cañones capturados al enemigo, Abd el-Krim asumió la jefatura de la fuerza que se iba a enfrentar a los españoles. La posición de Iberiguen comenzó a ser hostilizada desde ese momento, hasta que el 17 de julio quedó completamente asediada por las tribus rifeñas. Silvestre ordenó varias operaciones desde el cercano campamento de Annual para socorrer a los 355 hombres que se mantenían en unas condiciones inhumanas al quedarse sin agua ni alimentos. Tras el fracaso de todas estas tentativas, el propio Silvestre el día 21 se puso al mando de una columna de 3000 hombres que también fracasaron en su intento de liberar a los sitiados, sufriendo además numerosas bajas. Ese día la guarnición decidió emprender una huida suicida a través de las líneas enemigas, pero fueron masacrados por los combatientes rifeños, sobreviviendo únicamente once soldados y un oficial.

### Guerra total
La caída de Igueriben precipitó el brutal colapso del resto de posiciones ocupadas por los españoles. El 22 de julio las fuerzas de Abd el-Krim iniciaron el asalto a la base de Annual, donde se encontraban unos 5000 soldados (2000 de ellos indígenas del ejército español). El cerco a una posición que se demostró que había sido mal emplazada y se convirtió en una ratonera provocó la monumental desbandada de las fuerzas españolas, hacia Monte Arruit, cayendo posiciones previas como Ben Tieb, Dar Drius y El Batel. Silvestre se suicidó durante la huida de Annual. El episodio más trágico se vivió el 9 de agosto en el fuerte de Monte Arruit, donde los 3000 supervivientes de la fuerza española, ante la imposibilidad de ser socorridos desde Melilla, pactaron su rendición a través de varios intermediarios. Cuando los soldados españoles entregaron sus armas, bajo la promesa de que serían conducidos cerca de Melilla, fueron salvajemente masacrados por los asaltantes, que únicamente dejaron con vida unos 60 hombres. La campaña de Annual constituyó un éxito sin precedentes de un ejército tribal irregular sobre una fuerza colonizadora. Las tropas de Abd el-Krim conquistaron además una gran cantidad de material militar, especialmente fusiles y cañones. Los hermanos Abd el-Krim manifestaron posteriormente que trataron por todos los medios de evitar los atroces crímenes sufridos por los prisioneros enemigos, que fueron atribuidos a grupos descontrolados que no tuvieron en cuenta los pactos de rendición.
Amparado por el demoledor éxito conseguido sobre los españoles, Muhammed Abd el-Krim unificó todas las cabilas y fundó el 18 de septiembre de 1921 la República del Rif, anunciando que no aceptarían ningún tipo de protectorado. La república rifeña creó un ejército regular de 7000 hombres que podrían estar apoyados por hasta diez veces esa cifra en número de irregulares de harka. Mhamed Abd el-Krim fue nombrado jefe supremo del ejército rifeño y vicepresidente del gobierno, Mohammed Azerkan ministro de asuntos exteriores, Mohamedi Chenus ministro de justicia y Mohammed Cheddi ayudante de campo.
Los rifeños trasladaron su ofensiva a la parte occidental del territorio, la zona de Yebala e inmediaciones de Ceuta. En los enfrentamientos posteriores a Annual, el ejército de Abd el-Krim arrinconó cada vez más a las tropas españolas, tomando la importante ciudad de Chauen y amenazando Tetuán. Mhamed dirigió estas acertadas campañas, como la Toma de Chauen o el asedio de Tetuán en 1925. Aquí fue donde Mhamed ejecutó en septiembre de ese año el que está considerado su golpe maestro, cuando atacó en tromba las defensas españolas en el Gorgues para tomar al asalto la ciudad de Tetuán, lo que solo pudo impedir la tenaz resistencia en la posición de Kudia Tahar por parte de un contingente dirigido por el capitán Ángel Sevillano Cousillas.
Pero los intereses rifeños pronto comenzaron a chocar con los intereses franceses, que controlaban toda la parte sur de la región. Entre abril y julio de 1925 las fuerzas de la República del Rif derrotaron al ejército francés del general Louis Hubert Lyautey en la Batalla de Uarga, situándose a las puertas de Fez, la capital del Protectorado francés de Marruecos, lo que a la postre supondría la alianza de franceses y españoles contra el enemigo común.

### Derrota
Desde mediados de septiembre de 1921 hasta el 11 de enero de 1922 las tropas españolas iniciaron la operación Desquite, recuperando la línea de Dar Drius, sobre el río Kert. Nador, Zeluán y Monte Arruit fueron reconquistados, y los soldados contemplaron horrorizados los cadáveres torturados y aún insepultos de las víctimas del desastre. La monumental derrota francesa en el río Uarga propició la colaboración entre franceses y españoles, culminada el 8 de septiembre de 1925 con el desembarco de Alhucemas, una operación anfibia que trasladó hasta la bahía homónima un contingente de 13 000 soldados españoles transportados desde Ceuta y Melilla por la armada combinada hispano-francesa. La operación tuvo como comandante en jefe al entonces Director Militar de España, general Miguel Primo de Rivera. Esta operación supuso una retirada progresiva de las tropas rifeñas, que culminó en 1926. El 26 de mayo de ese año, Abd el-Krim se rindió a los franceses con su familia en su cuartel general de Targuís, eludiendo ser juzgado por las autoridades españolas.

## Exilio
La familia Abd el-Krim fue confinada por el gobierno francés en la isla de Reunión en el Océano Índico, donde permanecieron hasta 1947. En 1947, durante su traslado a Francia, y aprovechando que el rey Faruq I de Egipto les había concedido asilo político, la familia se quedó en Port Said para trasladarse después a El Cairo, donde fijaron su residencia. Allí, Mhamed se mantuvo al cuidado de la familia, y su hermano Muhammad retomó su actividad política entrevistándose con diferentes líderes internacionales hasta que falleció en 1963.
En 1964, Mhamed decidió regresar a Marruecos, que había alcanzado su total independencia en 1956, estableciéndose en Rabat. Allí le sobrevino la muerte víctima de un ataque al corazón el 17 de diciembre de 1967, cuando planificaba su retorno al Rif. Fue enterrado con todo tipo de honores en su localidad natal de Axdir, donde era considerado un héroe nacional. No obstante, el régimen de Hassan II ignoró el acontecimiento, en concordancia con las permanentes disputas entre el régimen oficial marroquí y las reclamaciones del Rif.
Mhamed Abd el-Krim es considerado por numerosos especialistas el auténtico estratega militar de las fuerzas comandadas por su hermano.

"Aquel antiguo alumno de preparatorio en la Escuela de Ingenieros de Minas de Madrid se reveló en numerosas ocasiones como un estratega y un táctico muy superior a los generales españoles."
Lorenzo Silva